# J. R. R. Tolkien

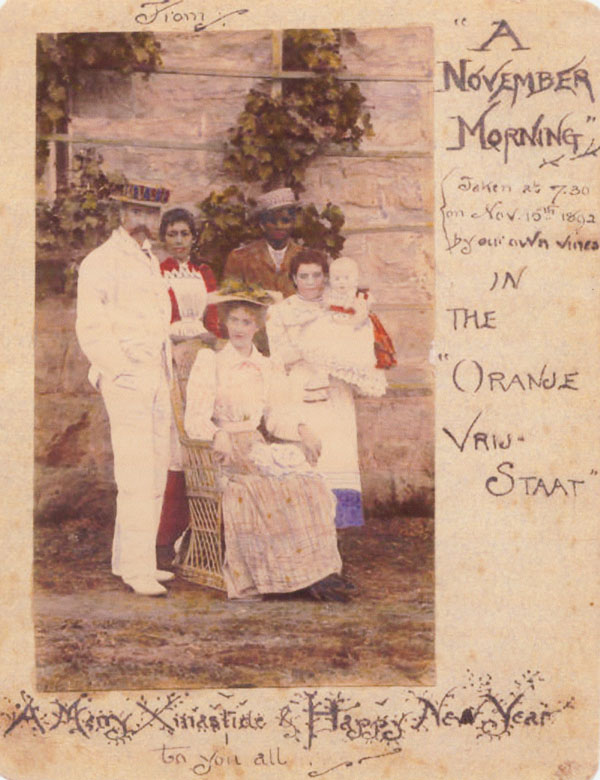
1892 Tấm thiệp Giáng sinh có in một tấm ảnh màu của gia đình Tolkien ở Bloemfontein, gửi đến những người họ hàng ở Birmingham.

John Ronald Reuel Tolkien CBE FRSL (/ˈruːl ˈtɒlkiːn/, ROOL TOL-keen; 3 tháng 1 năm 1892 – 2 tháng 9 năm 1973) là một nhà văn, tiểu thuyết gia, và giáo sư người Anh, được công chúng biết đến nhiều nhất qua các tác phẩm Anh chàng Hobbit (The Hobbit) và Chúa tể những chiếc nhẫn (The Lord of the Rings). Ông giảng dạy về ngôn ngữ Anglo-Saxon hay tiếng Anh cổ tại Đại học Oxford (giữ cương vị Giáo sư Rawlinson & Bosworth đầu ngành Anglo-Saxon của Oxford) từ năm 1925 đến 1945, và sau đó ông giữ ghế Giáo sư Merton đầu ngành ngôn ngữ và văn học Anh cũng tại Oxford từ 1945 đến 1959. Ông cải sang Công giáo và là một tín hữu sùng đạo. Tolkien là bạn thân của C. S. Lewis; cả hai cùng là thành viên của nhóm văn sĩ nổi tiếng Inklings. Ông được Nữ hoàng Elizabeth II phong tước CBE (Commander of the Order of the British Empire) năm 1972.
Ngoài những tác phẩm nổi tiếng Anh chàng Hobbit và Chúa tể những chiếc nhẫn được xuất bản khi ông còn sống, con trai ông, Christopher Tolkien đã xuất bản những tác phẩm khác, dựa gần như hoàn toàn trên những ghi chép của cha mình. Trong số đó có Những viên ngọc Silmaril và các tiểu thuyết khác, gộp chung lại thành một bộ truyện thống nhất về những câu chuyện kể, sử thi, ngôn ngữ và các bài viết về thế giới giả tưởng Arda và Trung Địa (tên gọi bắt nguồn từ chuyển thể tiếng Anh của từ Miðgarðr trong tiếng Bắc Âu cổ, vốn là tên gọi của vùng đất của loài người trong thần thoại của các bộ tộc nhánh German). Nội dung của bộ truyện cũng đề cập đến và gắn liền với, dù chỉ là rất ít, thế giới thực tại. Tolkien gọi cả bộ tác phẩm của mình là legendarium (tuyển tập những truyền thuyết, gốc Latinh)
Tuy đã có nhiều tác giả khác viết về thể loại kỳ ảo trước Tolkien, thành công vang dội của Anh chàng Hobbit và Chúa tể những chiếc nhẫn đã trực tiếp làm nên sự hồi sinh của thể loại này. Chính điều này khiến cho Tolkien được suy tôn là cha đẻ của thể loại văn học kỳ ảo hiện đại. Năm 2008, The Times xếp ông đứng thứ 6 trong danh sách "50 nhà văn Anh lớn nhất kể từ năm 1945". Forbes xếp ông thứ năm trong số những nhà văn đã qua đời có thu nhập cao nhất năm 2009.

### Thơ ấu

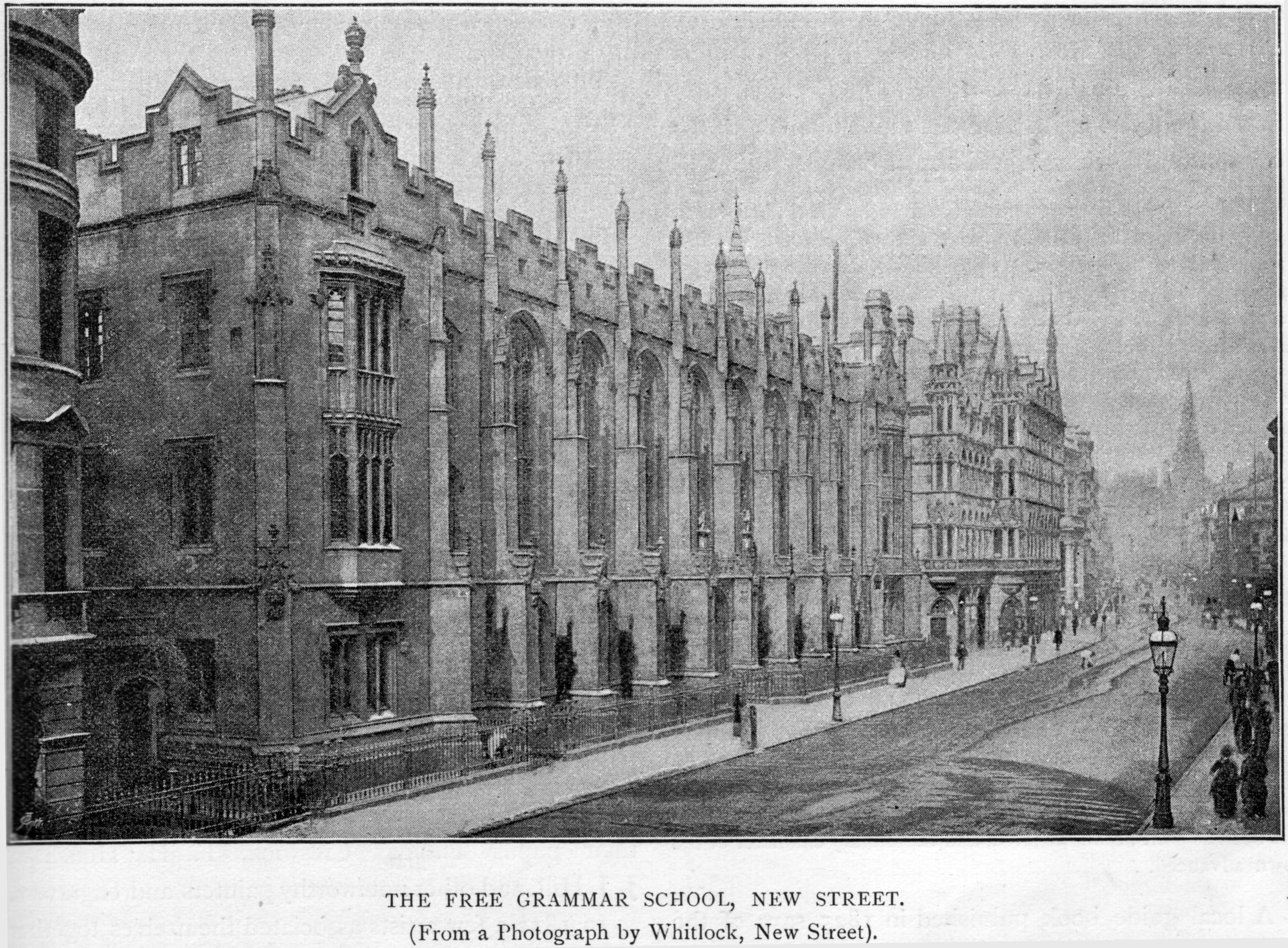
Trường King Edward ở Birmingham, nơi Tolkien học trong thời gian 1900–1902, 1903–1911

## Tiểu sử